# Örebro Eagles Softbollklubb
Örebro Eagles Softbollklubb, tidigare KIF Eagles Baseboll & Softboll är en sportklubb, bildad 1990, i Örebro med ett damlag i Div 1, juniorverksamhet för tjejer, U12-verksamhet för tjejer.     
Klubben har funnits i Örebro sedan 1990, då klubben skapades av några basebollentusiaster. I början fanns bara ett basebollag, men ganska snart startades även ett softbollag.
Under några år i mitten av klubbens historia lades basebollaget ner, för att återupptas igen efter några år.
2008 gjorde både basebollaget och softbollaget sin bästa säsong någonsin, då basebollaget vann serien och spelade till sig en plats i elitserien samtidigt som softbollaget efter att under alla år ha legat i botten av seriesystemet lyckades att ta sig ända till semifinal mot Sverigemästarna Skövde.
Under 2008 startades även klubbens ungdomsverksamhet upp.
Basebollaget var tvunget att tacka nej till elitseriespel 2009 på grund av spelarbrist och detta ledde till att laget las ner, och inför säsongen 2010 har även damlaget tvingats tacka nej till seriespel.
2011 ställde KIF Eagles åter igen upp med ett herrlag i seriespel där man gick vidare till kvalspel för elitserien. Men åter igen tvingade spelarbrist laget att tacka nej till seriespel under 2012 vilket innebär att klubben inte lägre har någon herrverksamhet. Damerna har under hela tiden tränat här i Örebro även om man tvingats spela med andra lag i seriespel under flera år.
Under 2012 gjorde damerna en nysatsning med många nya spelare. Första steget var att delta i den softbollturnering klubben arrangerade i Örebro under sommaren 2012, och 2013 återinträdde damlaget i seriespel och man har haft lag i Div1 sedan dess. 
2020 tog Örebro Eagles juniorer klubbens första guld när de vann junior SM i Enköping 